# Wellendingen
Wellendingen é um município da Alemanha, no distrito de Rottweil, na região administrativa de Freiburg, estado de Baden-Württemberg.